# Andrzej Małysiak
Andrzej Małysiak (* 30. Juni 1957 in Mysłowice) ist ein ehemaliger deutsch-polnischer Eishockeyspieler, der unter anderem für den ECD Iserlohn in der Bundesliga sowie viele Jahre lang für den ERC Ingolstadt aktiv war. Mit der polnischen Nationalmannschaft nahm der Mittelstürmer an mehreren internationalen Turnieren teil.

## Karriere
Im Alter von 17 Jahren debütierte Andrzej Małysiak in der Saison 1974/75 in der ersten Mannschaft des GKS Katowice in der Ekstraklasa, wo er sich in den folgenden Jahren als Stammspieler etablierte. Im Jahr 1980 wechselte er zum Ligakonkurrenten GKS Tychy. In insgesamt acht Spielzeiten in der höchsten polnischen Spielklasse bestritt er 422 Partien und erzielte 224 Tore.
Die B-Weltmeisterschaft 1982 in Klagenfurt nutzte Małysiak gemeinsam mit seinen Teamkollegen Justyn Denisiuk und Bogusław Maj zur Flucht. Nachdem er zunächst einige Zeit in Wien verbracht hatte, beantragte er schließlich Asyl in Deutschland. Der polnische Eishockeyverband sprach daraufhin eine lebenslange Sperre gegen ihn aus, in Deutschland durfte er seine Eishockeykarriere nach einer 18-monatigen Pause aber fortsetzen. Zur Saison 1983/84 wurde er vom Bundesligisten ECD Iserlohn verpflichtet, für den er zwei Jahre lang aufs Eis ging.
Nach einem kurzen Gastspiel beim Duisburger SC in der 2. Bundesliga kam Małysiak im Dezember 1985 zum ERC Ingolstadt. Zehn Jahre lang spielte er in unterschiedlichen Ligen für den Verein und ist ab Ende der 1980er Jahre in drei Spielzeiten auch als Spielertrainer tätig. Dieselbe Funktion übernahm er später auch beim EC Pfaffenhofen, wo er seine Karriere von 1996 bis 1998 ausklingen ließ. In der Saison 2001/02 gab er für ein Spiel der zweiten Mannschaft des ERC Ingolstadt ein Comeback, ehe er seine Schlittschuhe endgültig an den Nagel hing. 

### International
Schon als Nachwuchsspieler wurde Andrzej Małysiak regelmäßig in polnische Auswahlmannschaften berufen, für die er unter anderem der U19-Junioren-Europameisterschaft 1976 und an der U20-Junioren-Weltmeisterschaft 1977 teilnahm. In der Saison 1977/78 wurde er erstmals für die Herren-Nationalmannschaft nominiert. Mit ihr gewann er die B-WM 1978, sodass er ein Jahr später an der A-Weltmeisterschaft teilnehmen konnte. Bei den Olympischen Winterspielen 1980 war er neben Wiesław Jobczyk und Andrzej Zabawa der erfolgreichste Scorer des polnischen Teams, das nach Siegen über Finnland und Japan den siebten Platz errang. Insgesamt absolvierte Małysiak 59 Länderspiele, in denen er 16-mal traf.

## Erfolge und Auszeichnungen
- 1978 Gewinn der B-Weltmeisterschaft und Aufstieg in die A-Gruppe mit Polen
- 1991 Aufstieg in die Regionalliga mit dem ERC Ingolstadt
- 1997 Aufstieg in die 2. Liga mit dem EC Pfaffenhofen

## Karrierestatistik

### International
Vertrat Polen bei:
| - U19-Junioren-Europameisterschaft 1976 - U20-Junioren-Weltmeisterschaft 1977 - B-Weltmeisterschaft 1978 - Weltmeisterschaft 1979 | - Olympische Winterspiele 1980 - B-Weltmeisterschaft 1981 - B-Weltmeisterschaft 1982 |

(Legende zur Spielerstatistik: Sp oder GP = absolvierte Spiele; T oder G = erzielte Tore; V oder A = erzielte Assists; Pkt oder Pts = erzielte Scorerpunkte; SM oder PIM = erhaltene Strafminuten; +/− = Plus/Minus-Bilanz; PP = erzielte Überzahltore; SH = erzielte Unterzahltore; GW = erzielte Siegtore; 1 Play-downs/Relegation; Kursiv: Statistik nicht vollständig)

## Familie
Andrzej Małysiak ist der Sohn von Kazimierz Małysiak, der als Eishockeyspieler fünfmal Polnischer Meister wurde und nach seiner Spielerkarriere auch als Trainer tätig war. Von 1976 bis 1978 waren beide – der Vater als Trainer, der Sohn als Spieler – gemeinsam bei GKS Katowice aktiv.